# Ernest Bour
Pour les articles homonymes, voir Bour.
 (décembre 2017).
Si vous disposez d'ouvrages ou d'articles de référence ou si vous connaissez des sites web de qualité traitant du thème abordé ici, merci de compléter l'article en donnant les références utiles à sa vérifiabilité et en les liant à la section « Notes et références ».
Répertoire
Berio Debussy Ligeti Ravel
Scènes principales
Opéra du Rhin Opéra national de Paris
Ernest Bour, né le 20 avril 1913 à Diedenhofen (aujourd'hui Thionville) et mort le 20 juin 2001 à Strasbourg, est un chef d'orchestre français. Il fut actif essentiellement en Europe et reconnu comme un des plus importants chefs d'orchestre de sa génération au service de la musique contemporaine.

## Biographie
Ernest Bour a reçu sa formation musicale au conservatoire de Strasbourg. Il travaille notamment avec Fritz Münch et Hermann Scherchen. À la tête de l'Orchestre national de la radiodiffusion française, il enregistre entre autres L'Enfant et les Sortilèges de Maurice Ravel en 1947. Il dirige l'Orchestre philharmonique de Strasbourg de 1950 à 1963 et se spécialise dans la musique contemporaine, créant notamment des œuvres de Luigi Dallapiccola et de Luciano Berio. Succédant à Hans Rosbaud, il dirige ensuite pendant quinze ans, de 1964 à 1979, l'Orchestre symphonique de la radio de Baden-Baden et Fribourg-en-Brisgau.

## Carrière
Ernest Bour a assuré la création française du concerto pour alto de Béla Bartók et de Wozzeck d'Alban Berg, ainsi que de nombreuses créations mondiales, parmi lesquelles celle de la 3e symphonie de Henryk Górecki. En 1968, il crée au Festival de Donaueschingen la version en cinq mouvements de la Sinfonia de Luciano Berio. À partir de 1979 il a également dirigé l'orchestre de chambre de la radio d'Hilversum aux Pays-Bas, en tant que chef invité permanent. 
Cent-huit enregistrements sous la direction d'Ernest Bour sont répertoriés sur la base de données de la Bibliothèque nationale de France, comprenant notamment Atmosphères de Ligeti (avec l'Orchestre symphonique de la radio de Baden-Baden) qui a été le plus entendu, car il figure sur la bande originale du film 2001, l'Odyssée de l'espace (1968) de Stanley Kubrick.

## Décorations
- Commandeur de l'ordre des Arts et des Lettres en 1987 au titre de « chef d'orchestre »[4]